# Christian Keimann
Christian Keimann (ou Keymann) est un poète allemand et un éducateur né à Pankratz (aujourd'hui Jítrava, en République tchèque) le 27 février 1607 et décédé à Zittau le 13 janvier 1662.

## Biographie
Son père, Zacharias Keimann, né vers 1579 en Bohême et décédé le 3 septembre 1633, est le pasteur de Pankratz jusqu'en 1617 puis de Ullersdorf et enfin de Zittau. Sa mère, Anna Ludwig, est également native de Bohême. À partir de 1627, Christian Keimann étudie à l'université luthérienne de Wittenberg grâce aux libéralités de Erasmus Schmidt et August Buchner et obtient sa maîtrise en 1634. Il rejoint ensuite Zittau où ses parents ont dû fuir en raison des troubles de la Contre-Réforme. Il est nommé directeur adjoint du lycée le 28 avril 1634 et, quatre années plus tard, le 25 avril 1638, recteur du même lycée. Keimann permet à l'établissement de traverser sans embûches la dramatique période de la guerre de Trente Ans. En 1638, il épouse Anna Dorothea Winzinger qui lui donna deux fils et six filles.
Ses hymnes, au nombre de 13, occupent une place de choix parmi ceux du XVIIe siècle. Ils sont dotés d'une grande force poétique et révèlent une foi profonde de leur auteur.
Johann Sebastian Bach utilisa ces textes dans six cantates : les BWV 40, 70, 70a, 124, 154, 157, dans les chorals BWV 380 et 410 ainsi que dans l'air spirituel BWV 499.